# 地域包括支援センター
地域包括支援センター（ちいきほうかつしえんセンター）は、介護保険法で定められた、地域住民の心身の健康の保持及び生活の安定のために必要な援助を行うことにより、その保健医療の向上及び福祉の増進を包括的に支援することを目的とする施設である。
2005年の介護保険法改正で制定された。
「包括」「包括センター」と略称されることがある。
なお、「地域包括支援センター」は法律により定められた全国共通の正式名称であるが、「各地域での呼び名として、より住民になじみの名称があるなら、そちらを使用しても差し支えない」とされており、「高齢者支援センター」などの独自の通称を用いる自治体も少なくない。

## 設置
地域包括支援センターは、市町村（特別区、一部事務組合、広域連合等を含む）が設置できる。また、介護保険法に規定する「包括的支援事業」の実施の委託を受けた者も地域包括支援センターを設置できる。いずれの場合においても、市町村が、その設置の責任主体である。
法律上は市町村事業である「地域支援事業」を行う機関である。
地域包括支援センターには、原則として、地域の65歳以上の高齢者数おおむね3000人以上6000人未満ごとに、それぞれ1名以上の保健師、社会福祉士、主任介護支援専門員が配置される。それら3職種のチームアプローチを前提として、多面的（制度横断的）支援を展開する。

## 業務内容
地域の高齢者の総合相談、権利擁護や地域の支援体制づくり、介護予防の必要な援助などを行い、高齢者の保健医療の向上及び福祉の増進を包括的に支援することを目的とする。
また、地域のケアマネジャーへの支援や介護保険制度における要支援認定を受けた者を対象としてケアプランを作成する指定介護予防支援及び介護予防ケアマネジメントを行う。なおこの業務は、指定居宅介護支援事業者に委託することができる。
高齢者虐待防止法に基づく市町村の高齢者虐待対応おいては、虐待防止のネットワーク構築や虐待の相談・通報の受付、被虐待者・虐待者の支援にあたるキーコーディネート機関と位置づけられる。
地域包括支援センターは、地域包括ケア実現に向けた中核的な機関であるが、厚生労働省は、2025年問題を見据えて、団塊の世代が75歳以上となる2025年を目途に、高齢者の尊厳の保持と自立生活の支援の目的のもと、また重度な要介護状態となっても、可能な限り住み慣れた地域で、自分らしい暮らしを人生の最期まで続けることができるよう、住まい・医療・介護・予防・生活支援が一体的に提供される地域の包括的な支援・サービス提供体制（地域包括ケアシステム）の構築を推進している。

## 沿革
1989年の「高齢者保健福祉推進十か年戦略」（ゴールドプラン）により全国的に整備された「在宅介護支援センター」が、地域包括支援センターの前身にあたる。
高齢者やその家族が身近なところで専門職による相談・援助が受けられるように、全国1万か所の設置を目標に、予算措置が図られ、在宅介護支援センターの整備が進められた。
在宅介護支援センターでは、地域の高齢者やその家族の福祉の向上を目的に、小地域に根ざした相談支援や地域の実態把握、関係機関の調整やネットワークづくり等の取組みが進められた。
2004年には、「全国在宅介護支援センター協議会」が、『これからの在宅介護支援センター』との報告書を取りまとめ、国に提言を上げているが、地域包括支援センターの基本的な考え方の原型は、この報告書に見ることができる。
在宅介護支援センターは、2005年には全国に最大8,668か所が設置されたものの、地域包括支援センターの創設により、その多くは地域包括支援センターへ移行したほか、地域包括支援センターのブランチ、サブセンターとして位置づけられることとなる。
2005年6月22日、改正介護保険法が成立する。「予防重視型システムへの転換」を一つの柱としたこの改正は、2000年に介護保険制度が施行されてから初めての大きな改正である。背景には制度利用者の増加、その中でも軽度者の増加があげられる。
予防重視型システムへの転換によって、新予防給付、地域支援事業、地域包括支援センターの創設が行われた。
制度上、要支援者となる前のより軽度の事業対象者（旧：特定高齢者）に対する介護予防ケアプランの作成などを行う「介護予防ケアマネジメント業務」と、要支援者に対するケアプラン作成を行う「介護予防支援」とを、地域包括支援センターが一体的に担うことにより、長期的に継続性のある効果的な介護予防の支援が可能となっている。
2015年4月の改正介護保険法の施行では、新たな包括的支援事業の一つとして「生活支援体制整備事業」が創設された。当該事業は、地域包括ケアシステムの構築における重要な柱の一つである「生活支援・介護予防」の充実に向けて、各市町村が「生活支援コーディネーター」「協議体」の設置を行うとされている。
また、2015年度の制度改正時には、市区町村内に複数の地域包括支援センターがある場合にそれらを統括する役割として、行政内に基幹型地域包括支援センターの設置が推奨されるなど、度重なる制度改正において、地域包括支援センターの役割はより重要なものとなっている。
2017年2月には、社会福祉法改正案（地域包括ケアシステムの強化のための介護保険法等の一部を改正する法律案）が国会に提出され、「「地域共生社会」の実現に向けて（当面の改革工程）」が、「我が事・丸ごと」地域共生社会実現本部で決定された。顕在化する8050問題などを背景に、地域共生社会の実現に向けて、地域包括支援センターの機能強化とともに、新たな事業として「丸ごと相談（断らない相談支援）」の実現の方針が示されている。
2021年4月末現在、全国で約5,270か所、ブランチ（支所）を含めると7,305か所の地域包括支援センターが設置されている。